# Liste der Bayerischen Staatsminister für Bundesangelegenheiten
Dies ist eine Liste der bayerischen Staatsminister für Bundesangelegenheiten.
| Name                            | Amtsantritt                                                           | Kabinett                                | Partei |
| ------------------------------- | --------------------------------------------------------------------- | --------------------------------------- | ------ |
| Franz Heubl                     | 11. Dezember 1962 5. Dezember 1966 8. Dezember 1970 12. November 1974 | Goppel I Goppel II Goppel III Goppel IV | CSU    |
| Peter Schmidhuber               | 7. November 1978 27. Oktober 1982 30. Oktober 1986                    | Strauß I Strauß II Strauß III           | CSU    |
| Georg von Waldenfels            | 27. September 1987 19. Oktober 1988                                   | Strauß III Streibl I                    | CSU    |
| Thomas Goppel                   | 30. Oktober 1990 17. Juni 1993                                        | Streibl II Stoiber I                    | CSU    |
| Edmund Stoiber geschäftsführend | 25. Februar 1994                                                      | Stoiber I                               | CSU    |
| Ursula Männle                   | 27. Oktober 1994                                                      | Stoiber II                              | CSU    |
| Reinhold Bocklet                | 6. Oktober 1998                                                       | Stoiber III                             | CSU    |
| Erwin Huber                     | 14. Oktober 2003                                                      | Stoiber IV                              | CSU    |
| Emilia Müller                   | 29. November 2005                                                     | Stoiber IV                              | CSU    |
| Markus Söder                    | 16. Oktober 2007                                                      | Beckstein                               | CSU    |
| Emilia Müller                   | 30. Oktober 2008                                                      | Seehofer I                              | CSU    |
| Christine Haderthauer           | 10. Oktober 2013                                                      | Seehofer II                             | CSU    |
| Marcel Huber                    | 5. September 2014                                                     | Seehofer II                             | CSU    |
| Florian Herrmann                | 21. März 2018 6. November 2018 8. November 2023                       | Söder I Söder II Söder III              | CSU    |